# Decoyed
Decoyed è un cortometraggio muto del 1904 diretto da Lewin Fitzhamon.

## Trama
Scesa da una carrozza, una giovane donna chiede indicazioni ai passanti. Uno di questi finge di aiutarla solo per approfittarsi di lei: la rapisce, la veste con degli stracci e la costringe a chiedere l'elemosina per lui. Sempre controllata dal suo sfruttatore, la ragazza cerca di sfuggirgli.

## Produzione
Il film fu prodotto dalla Hepworth.

## Distribuzione
Distribuito dall'American Mutoscope & Biograph, il film - un cortometraggio della durata di 3 minuti - uscì nelle sale degli Stati Uniti il 28 ottobre 1904..